# Museo Tezozómoc
El Museo Tezozómoc es un museo tipo interactivo para difusión de ciencia y tecnología, perteneciente al Instituto Politécnico Nacional fundado en 1999.

## Función
El museo Tezozómoc se dedica a la difusión de la tecnología y la ciencia, así como mostrar los efectos de la ciencia en la sociedad.